# Alex Diehl
Pour les articles homonymes, voir Diehl.
Alex Diehl (né le 26 novembre 1987 à Traunstein) est un chanteur allemand.

## Biographie
Enfant, il apprend à jouer de plusieurs instruments, la batterie, la guitare et le piano. À 12 ans, il fonde son premier groupe. Il écrit des textes d'abord en anglais puis en allemand. Il s'initie entre le rock et le jazz. À l'âge de 17 ans, il décide de quitter l'école et devient musicien et professeur de guitare à l'âge de 18 ans. Il donne de nombreux petits concerts dans des clubs et des bars.
En 2011, il fait la rencontre de son producteur et manager. En janvier 2013, il organise de manière indépendante un showcase dans un centre de jeunesse à Berlin-Marzahn. Peu après, il peut conclure un contrat avec BMG Rights Management et Sony Music Entertainment. Après les enregistrements pour un album, il fait une tournée promotionnelle en Allemagne. Suivent des apparitions à la télévision et des tournées en première partie, notamment de Xavier Naidoo, Revolverheld, Andreas Gabalier et Laith Al-Deen. Ein Leben lang, son premier album, sort en 2014 puis Diehl fait une tournée.
Avec la chanson Nur ein Lied, qui évoque les attentats du 13 novembre 2015 en France, filmée avec un appareil photo de téléphone portable et publiée sur le réseau social Facebook, il atteint en peu de temps des millions de personnes. Il donne ensuite des interviews.
En novembre 2015, il signe avec Universal Music Group pour son deuxième album. En décembre 2015, Bayern 3 organise un enregistrement de la chanson avec l'Orchestre de la radio de Munich. Il se présente avec Nur ein Lied au concours de sélection de l'Allemagne pour le Concours Eurovision de la chanson 2016 et termine troisième.
En 2016, Alex Diehl reçoit le prix spécial pour les jeunes auteurs-compositeurs de la Fondation Hanns Seidel et participe au festival Songs an einem Sommerabend. En octobre 2016, il est invité par Peter Maffay pour la comédie musicale Tabaluga.

## Discographie
Albums studio
- 2014 : Ein Leben lang
- 2016 : Bretter meiner Welt
- 2020 : Laut

Live
- 2015 : Ein Leben lang Live

Singles
- 2014 : Robin Hood
- 2014 : Furchtlos
- 2015 : Nur ein Lied
- 2016 : In meiner Seele
- 2016 : Silvester

## Source de la traduction
- (de) Cet article est partiellement ou en totalité issu de l’article de Wikipédia en allemand intitulé « Alex Diehl » (voir la liste des auteurs).